# Człuchów

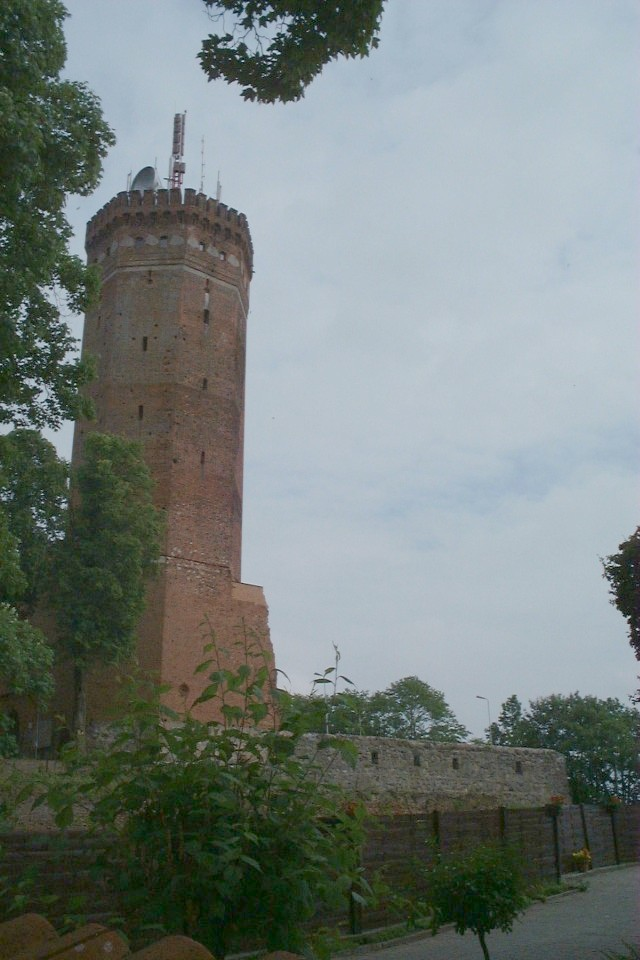
Castel în Człuchów

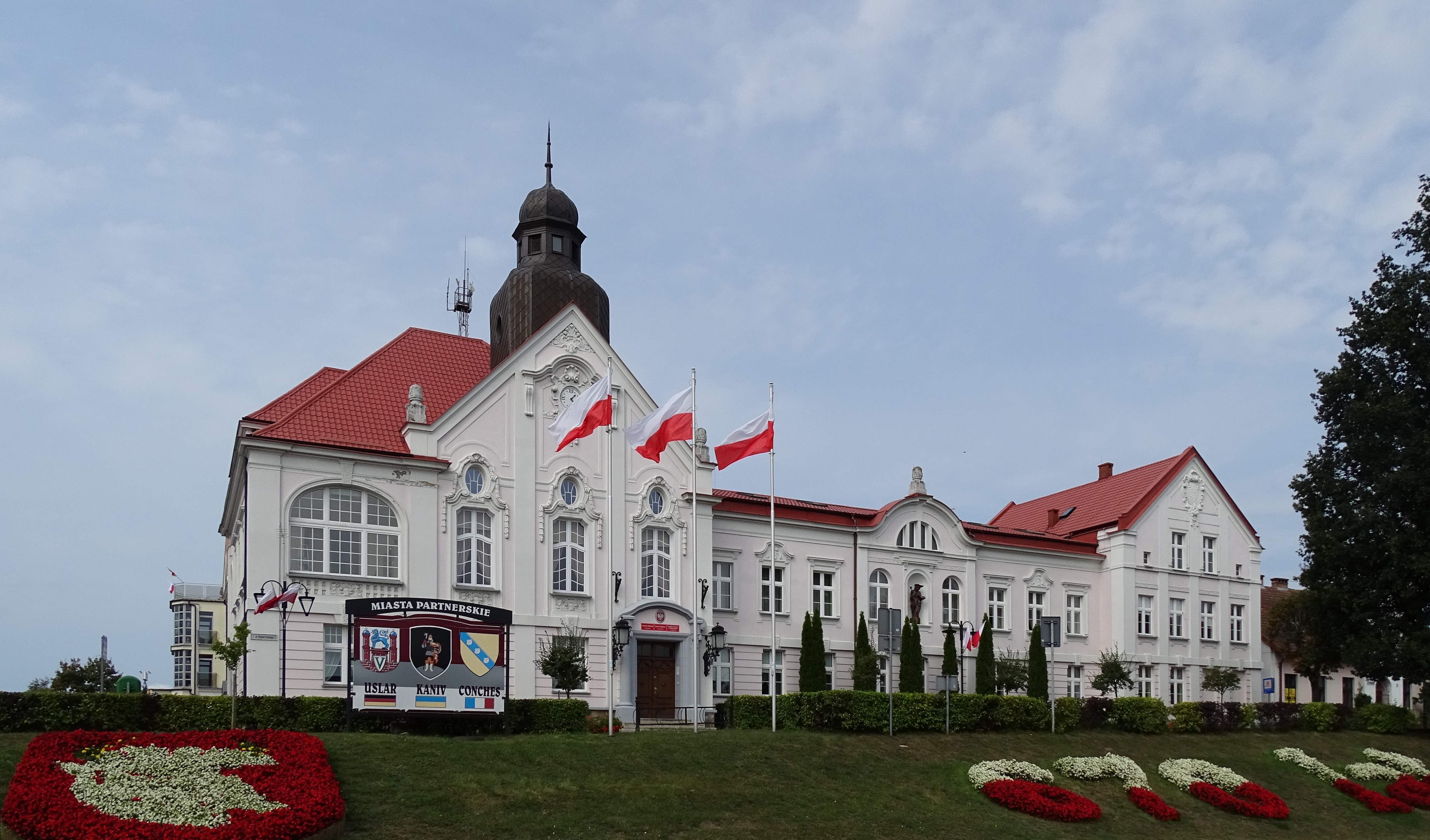
Primarie.
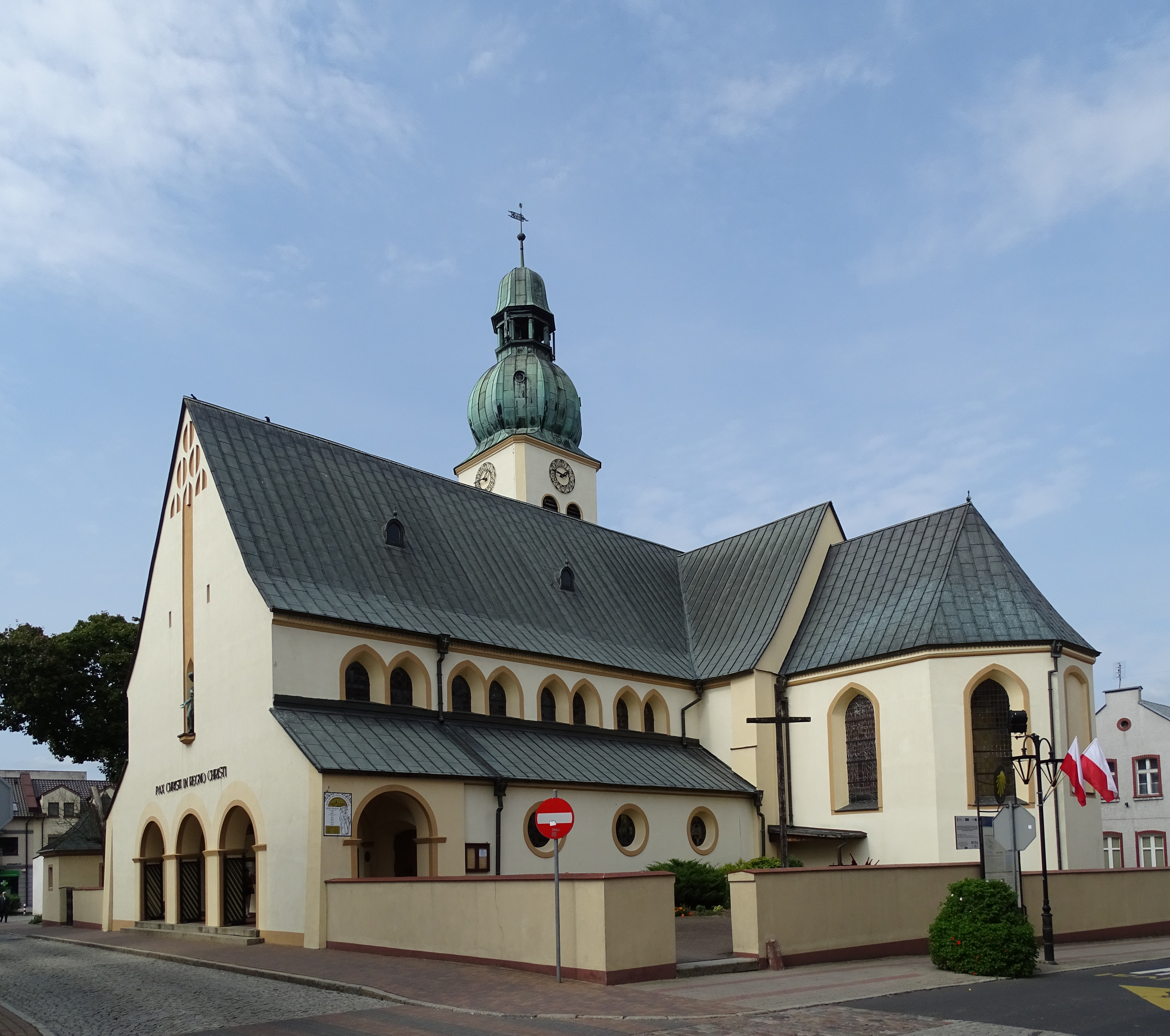
Biserica Sfântul Iacob.
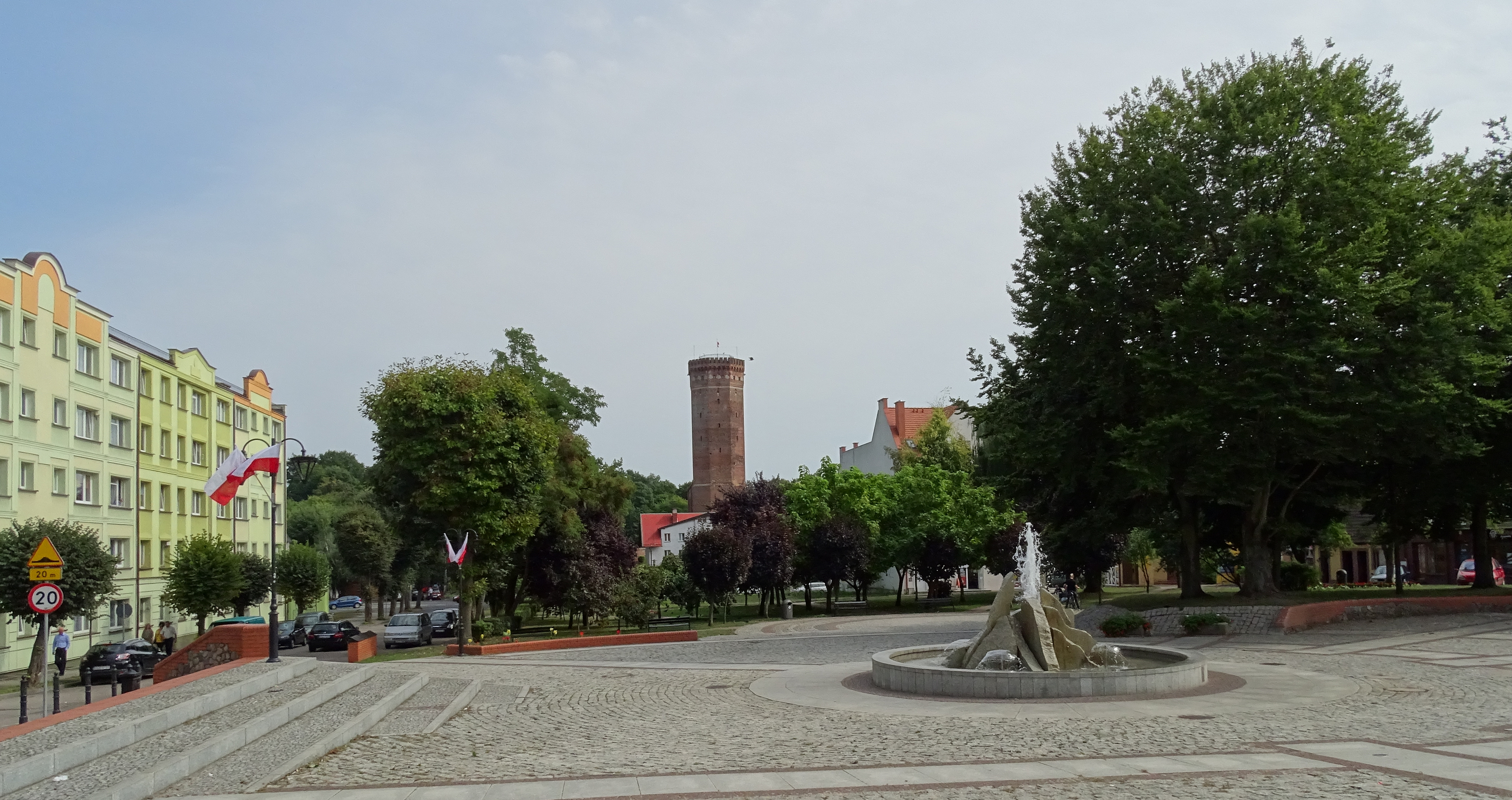
Piața pieței cu turnul castelului vizibil.

Człuchów (API: ['ʧwuxuf], germana: Schlochau) este un oraș în powiat człuchowski, voievodatul Pomerania, Polonia. Are o populație de 14 622 locuitori.